# Jimmy Lange
Jimmy Lange (Zoetermeer, 13 oktober 1993) is een Nederlands stemacteur.
Lange begon al op zijn negende met acteren, namelijk in de rol van Erik in de Nederlandse kinderserie Ibbeltje, gebaseerd op het gelijknamige boek van Annie M.G. Schmidt. Later gaf hij ook zijn stem aan Koda in de Nederlandstalige versie van Walt Disney's tekenfilm Brother Bear. Verder sprak Lange de stem in van Wilbur in Charlotte's Web. Daarnaast sprak hij diverse reclameboodschappen voor Playmobil in. Lange acteerde in De Lift 3 (als Willem), was te zien in reclame van de Belastingdienst en Intratuin, en speelde een slachtoffer in Opsporing Verzocht.

## Filmografie
| Jaar    | Serie                            | Personage              | Engelse (stem)acteur |
| ------- | -------------------------------- | ---------------------- | -------------------- |
| 2003    | Brother Bear                     | Koda                   | Jeremy Suarez        |
| 2004    | De Tofu's                        | Phillip "Phil"         | Jason Szwimer        |
| 2004    | Drake & Josh                     | Jerry                  | Jerry Trainor        |
| 2006    | Avatar: The Last Airbender       | Avatar Aang            | Zach Tyler Eisen     |
| 2006    | Charlotte's Web                  | Wilbur                 | Dominic Scott Kay    |
| 2008    | De Vervangers                    | Todd Durfal            | Nancy Cartwright     |
| 2009    | Astro Boy                        | Zane                   | Moisés Arias         |
| 2010    | Pair of Kings                    | Boomer                 | Doc Shaw             |
| 2010-12 | iCarly                           | Freddie Benson         | Nathan Kress         |
| 2011-12 | The Suite Life on Deck           | Marcus Little          | Doc Shaw             |
| 2015-19 | Star vs. de Kracht van het Kwaad | Sam Lucitor            | Rider Strong         |
| 2016    | De middelste van zeven           | Cuff                   | Brett Pierce         |
| 2016-17 | Skylanders Academy               | Trigger Happy          | Dave Wittenberg      |
| 2018    | Game Shakers                     | Nathan Kress           | Nathan Kress         |
| 2020    | Steven Universe: The Movie       | Steven Universe (zang) | Zach Callison        |
| 2020    | Danger Force                     | Steven de boekendief   | Jonathon McClendon   |